# Current Biology
Current Biology (ISSN 0960-9822) — британский научный журнал, посвящённый проблемам различных областей биологии. Импакт-фактор согласно JCR (2016) — 8.851, а пятилетний — почти 10.
Основная тематика журнала: молекулярная биология, клеточная биология, генетика, нейробиология, экология и эволюционная биология.
Основан в 1991 году группой Current Science group, с 1998 года вошедшей в состав издательства Elsevier, а с 2001 года являющейся частью Cell Press, подразделение Elsevier. Публикуется 2 раза в месяц и включает предварительно рецензированные научные статьи с результатами исследований, а также обзорные и редакционные статьи.
В 2009 году вошёл в Список 100 самых влиятельных журналов биологии и медицины за последние 100 лет по данным Special Libraries Association.
Среди членов редколлегии — член Британской академии и АМН Великобритании Oliver Braddick, Frank Bradke, Стивен Брусатти, член Лондонского королевского общества Дерек Бриггс, John Brookfield, Iain Cheeseman, член Лондонского королевского общества и АМН Великобритании Джон Диффли (John Diffley), член Лондонского королевского общества Liam Dolan, член Национальной инженерной академии США David Edwards (engineer), член Леопольдины Jan Ellenberg, Майкл Энджел, Douglas Erwin, Jonathan Flint (professor), член Национальных Академии наук и Медицинской академии США Ronald N. Germain, Asif A. Ghazanfar, Marcus Thomas Pius Gilbert, Беверли Гловер, член НАН США Хэ Шэнъян, член Леопольдины Carl-Philipp Heisenberg, член НАН США и Американского философского общества Хопи Хукстра, Andrew D. Huberman, Laurent Keller, член Австрийской АН Jürgen Knoblich, член Австралийской АН Уильям Лоренс, член Лондонского королевского общества, НАН США и Леопольдины Оттолин Лайсер, Nikos Logothetis, Zachary Mainen, член Национальных Академии наук и Медицинской академии США Ив Мардер, член НАН США и Американского философского общества Эллиот Мейровиц, Стюарт Пимм.